# Something in Blue
Something in Blue ist ein Album von Thelonious Monk. Die Aufnahmen, die in den Londoner Chappell Studios am 15. November 1971 entstanden waren, erschienen 1972 als Langspielplatte bei Black Lion Records und 1992 erstmals auch als Compact Disc. Die gesamten Aufnahmen der Londoner Sessions, die letzten des Pianisten unter eigenem Namen, erschienen 1988/89 bei Black Lion auch unter dem Titel The London Collection Vol. 1-3.

## Hintergrund
Nach Auftritten u. a. in Köln und Paris Ende 1969 hatte Thelonious Monk sein reguläres Quartett aufgelöst, dem zuletzt Charlie Rouse, Nate Hygelund (Bass) und Paris Wright (Schlagzeug) angehört hatten. Mit einem kurzlebigen Quartett (mit Paul Jeffrey, Larry Ridley und Lennie McBrowne) tourte er 1970 in Japan; dann schloss sich der Pianist der von George Wein zusammengestellten All-Star-Formation The Giants of Jazz an. Mit einer Konzertreihe im Victoria Theatre in London im November 1971 ging die erste Welttournee dieser Truppe – der außer Monk auch Jazzgrößen wie Art Blakey, Dizzy Gillespie, Sonny Stitt und Kai Winding angehörten – am 14. November 1971 zu Ende.
Der Produzent Alan Bates nutzte die Gelegenheit, Thelonious Monk am folgenden Tag für sein 1968 gegründetes Label Black Lion Records ins Studio zu holen. Insgesamt sechs Stunden brachte der Pianist schließlich dort zu; zunächst spielte er drei Stunden lang solo, bevor Blakey und der Bassist Al McKibbon hinzustießen. In Triobesetzung wurden dann die Titel Evidence, Criss Cross, Hackensack und Nutty eingespielt.

## Titelliste
- Thelonious Monk – Something in Blue (Polydor – 2460 152, Black Lion Records – BLP 30119)[2]

A1 Blue Sphere (Monk) 2:22

A2 Hackensack (Monk) 7:55

A3 Nice Work If You Can Get It (George Gershwin, Ira Gershwin) 5:10

A4 Criss Cross (Monk) 3:27
B1 Something in Blue (Monk) 6:40

B2 Evidence (Monk) 5:21

B3 Jackie-ing (Monk) 3:25

B4 Nutty (Monk) 4:45

## Liste aller aufgenommenen Titel der London-Session vom 15. November 1971
- Monk Solo: Chordially, Trinkle tinkle (take 1), Trinkle Tinkle (take 2), Trinkle Tinkle (take 3), Lover Man, Something in Blue, My Melancholy Baby, Little Rootie Tootie, The Man I Love, Jackie-ing, Meet Me Tonight in Dreamland, Darn That Dream, Nice Work If You Can Get It, Blue Sphere
- Trio:  Evidence (take 1), Evidence (take 2), Hackensack (take 1), Hackensack (take 2), Ruby, My Dear, Crepuscule with Nellie, Crepuscule with Nellie (take 3), Crepuscule with Nellie (take 4), Nutty (take 1), Nutty (take 2), Criss Cross, Introspection (take 1),  Introspection (take 2), Introspection (take 3), I Mean You.[1]

## Rezeption
Nach Ansicht von Thomas Fitterling zeichnen sich die Studioaufnahmen Monks in London durch „eine besondere Gelöstheit aus.“ Zwei Bluesnummern, „Something in Blue“ und „Blue Shere“ entstanden spontan als Improvisationen und sind die Höhepunkte der Solo-Aufnahmen. Die Trioaufnahmen hätten, bedingt durch Blakeys heftig zupackendes Schlagzeug, etwas von der kräftig swingenden Kantigkeit früher Monk-Aufnahmen.
Lindsay Planer schrieb in seiner Rezension von The Complete Black Lion and Vogue Recordings of Thelonious Monk, diese zurückhaltende Session unterstreiche wirklich die Brillanz von Monk innerhalb einer Gruppendynamik. Zu den Höhepunkten zählt der Autor die Fassungen von Criss Cross, I Mean You und zwei ausgedehnten Fassungen von Hackensack; diese machen das Hören dieses Sets unabhängig von den historischen Implikationen zwingend erforderlich.

## Editorische Hinweise
Mit dem am 15. November 1971 aufgenommenen Material produzierte Alan Barnes auf Black Lion die Folgealben The Man I Love (BLP 30141) (1973) und 1977 auf Blue Sphere (BLP 30202).  In veränderter Zusammenstellung erschienen die Aufnahmen ab 1988 in der Kompilation The London Collection: Volume One (BLP60101), The London Collection: Volume Two (BLP 60116) und The London Collection: Volume Three (BLCD 760142). Die gesammelten Aufnahmen Monks für Black Lion erschienen, gekoppelt mit Piano Solo (1954), in der Edition The Complete Black Lion and Vogue Recordings of Thelonious Monk bei Mosaic Records.